# 德国女子足球甲级联赛
福莱尔拉姆女子联邦联赛（德語：FLYERALARM Frauen-Bundesliga）一般称作德国女子足球甲级联赛或简称女子德甲，是德国女子足球的最高等级联赛。它是在1989年根据男子德甲联赛为蓝本设立，并于1990年正式划分为双赛区、每区各10支球队的模式作赛。自1997年起，女子德甲又转变为12队规模的全国性单轨赛制至今。
作为联赛系统的组成部分，女子德甲的每支球队均需与同级别的所有其它球队进行主客场制对赛，最终的德国足球冠军可代表德国足协参加欧洲女子冠军联赛；而排名最末的两支球队将降级至德国女子足球乙级联赛（女子德乙），后者自2004年起成为位居女子德甲之下的第二高等级联赛。2016-17赛季为第27届赛事，赛季于2016年9月3日开始，至2017年5月21日结束。沃尔夫斯堡为该赛季冠军。

## 举办模式

### 赛制
女子德甲的单个赛季为跨年制，它分为上、下两个半程，总共12支参赛球队根据赛季前统一制定的比赛计划相互对赛两次，其中主、客场各一次。上下半季的赛程并不相同，而双方球队亦不会在同一半季中对赛两次。赛季的全部22轮比赛通常从每年的8月或9月至次年的5月或6月进行。若该年为世界杯或奥运会的举办年，则联赛有可能获得约一个月的休赛期，因为世界杯并不总是在夏休期间举办。然而，欧锦赛原则上都会在夏休期举办。每年的12月底至次年的2月底为联赛冬歇期，此时将展开德国足协室内杯的争夺。单个比赛日会在星期日的11点或14点开球。类似于“英国周”那样分散的开赛日程十分罕见，因为补赛应尽可能在周末举行。
赛程表是根据每个赛季不断变化的关键字进行调整，由此确定赛事的系统性及球队相互对赛的顺序。关键字以及赛程表主要是在电脑程序的辅助下，依照相关的参数和其他重要事项制定。比赛日程取决于国际足联及欧洲足联的框架日程。
在双循环主客场制比赛后名列第一的球队，即被视为“德国足球冠军”，并获得代表德国足协参加来季欧洲女子冠军联赛的资格（亚军亦可获此资格）。若一支德国球队在欧洲女子冠军联赛中夺冠，且她在同一赛季的德甲最终积分榜中并非位列前两名，则德国将获得一个额外的欧冠席位。排名最末的两支球队需要降入德国女子足球乙级联赛（女子德乙），作为替换，在德乙排名前两位的球队可以直接升入德甲。俱乐部的排名是通过相关的积分相加进行确定。每場比赛后，胜方及负方球队可分别获得3分和0分，平局则各得1分。在同分情况下，将首先按净胜球排列名次，净胜球相同则按入球数计。若此比较仍然相同，则按以下顺序排列名次：相关球队的对赛总成绩、对赛得失球差及对赛客场入球数。如果以上方式还是无法分出排名，最后将于中立场地举行一场附加赛决出胜负。但这种情况在德甲历史上从未发生。

### 赛制变化
女子德甲的赛制自首次举办以来已发生过一次变化。在1990年至1997年间，德甲是由两个组别（南区及北区）、每组10支球队所组成。而在1991-92赛季，则包括有两组各11支球队——这是因为接纳了来自前东德的2支球队。经过主客场制双循环比赛后，每个组别的前两名球队晋级半决赛。半决赛采用主客场淘汰制。并类似于欧洲赛事，在积分及入球相同的情况下计算客场入球数。决赛则为单场制，在两支决赛球队之一的主场举行。自1997年以来，联赛改以单轨制运作。三分制是自1995-96赛季起生效，在此之前，每场比赛的胜方和负方球队可分别获得2分和0分，平局则各得1分。自1993年起，两个半场各45分钟的比赛时间也适用于女子足球。此前女足比赛的每个半场仅为40分钟。

### 主办方
女子德甲的主办方是德国足球协会，后者负责赛事的实施、许可和裁判事务。每个参加女子德甲的球队都必须持有德国足协颁发的参赛牌照。参赛牌照将根据竞赛、法律、人事行政、基建、安保、媒体技术和财务等范畴的标准进行发放。所述条件均具有同等的重要性，但是为了确保球队的经济可行性，牌照审批通常会更侧重财务标准。
牌照发放过程并不像男子德甲那样广泛而复杂，女子德甲的参赛球队的预算可以控制在六位数以内。但由于特别重视对流动资金的考核，以及在审查过程中充分考虑了球队在来季是否能够维持比赛运作，因此女子德甲自成立以来还没有球队在赛季进行中宣告破产或因经济原因退出联赛。若球队不具备参赛牌照，按照规定将在来季被强制性降入地区联赛，其当季排名也将移动至德乙联赛的积分榜最末端，而原本降级的球队名额将相应减少。锡根体育之友便曾于2002-03赛季因经济原因被拒绝发放来季的参赛牌照。到目前为止，尚无球队因违反牌照条件而被扣分或罚款。德国足协还负责委派裁判。自1993年起，所有比赛都通过裁判进行规管，相关费用每隔半年由各球队平摊。

## 历史
| 赛季    | 德甲冠军     |
| ------- | ------------ |
| 1990-91 | 锡根         |
| 1991-92 | 锡根         |
| 1992-93 | 下基兴08     |
| 1993-94 | 锡根         |
| 1994-95 | FSV法兰克福  |
| 1995-96 | 锡根         |
| 1996-97 | 绿白布劳韦勒 |
| 1997-98 | FSV法兰克福  |
| 1998-99 | 法兰克福     |
| 1999-00 | 杜伊斯堡55   |
| 2000-01 | 法兰克福     |
| 2001-02 | 法兰克福     |
| 2002-03 | 法兰克福     |
| 2003-04 | 波茨坦涡轮   |
| 2004-05 | 法兰克福     |
| 2005-06 | 波茨坦涡轮   |
| 2006-07 | 法兰克福     |
| 2007-08 | 法兰克福     |
| 2008-09 | 波茨坦涡轮   |
| 2009-10 | 波茨坦涡轮   |
| 2010-11 | 波茨坦涡轮   |
| 2011-12 | 波茨坦涡轮   |
| 2012-13 | 沃尔夫斯堡   |
| 2013-14 | 沃尔夫斯堡   |
| 2014-15 | 拜仁慕尼黑   |
| 2015-16 | 拜仁慕尼黑   |
| 2016-17 | 沃尔夫斯堡   |
| 2017-18 | 沃尔夫斯堡   |
| 2018-19 | 沃尔夫斯堡   |

### 既往史
从1974年至1990年，德国足协曾主办过17届德国足球锦标赛。最后一届女子锦标赛于1990年举行，由16支球队作为各自州级足球协会的最优秀代表入围决赛圈。
当局早自1980年代中期起便一直就出台一个跨区性的联赛展开讨论。这主要是由于当时在全国范围内分散的最高等级联赛之中，一些顶尖球队和联赛其它球队之间的表现差异极大。在德国西部和北部，于1985年及1986年率先成立了覆盖更广的地区联赛。而其它地区足协于同期则仅存在有单一协会级别的联赛。而带有均等阵容实力的全国性联赛方可提高表现水平。在1986年于不来梅举行的德国足协联邦议会上，代表们几乎以全票通过赞成筹办这样的联赛。然而，德甲联赛仍迟迟无法出台。直至德国国家队在本土夺得1989年欧锦赛冠军后，联邦议会才于1989年在特里尔举行的会议上决定，自1990-91赛季起设立双轨制的德甲联赛。
新设立的德甲联赛应该包含南、北两个赛区，并且各自拥有10支球队参与相互竞争。早在第一轮申请时，便有35支球队提交了计划中的德甲参与愿望。20个既定名额的选择在最初是与男子德甲成立时类似——即采用一项计分标准，其中最近几年的竞赛成绩所占的比重最大。而在最终确定的入围资格中，当时德国足协16个成员协会内各自最优秀的球队将在1989-90赛季结束后自动入围，剩下的4个名额则由个别成员协会第二优秀的球队获得。
德甲联赛的20支创始球队最终为：
- 来自北部高级联赛：福尔图娜萨克森骏马（德语：TSV Fortuna Sachsenross）、珀彭比特尔、施马尔费尔德（德语：Schmalfelder SV）、威廉港、和睦沃尔夫斯堡
- 来自西部地区联赛：贝尔吉施格拉德巴赫、KBC杜伊斯堡、赖内、锡根
- 来自柏林高级联赛：新克尔恩
- 来自黑森高级联赛：FSV法兰克福、普劳恩海姆
- 来自莱茵兰协会联赛：巴特诺因阿尔07（德语：SC 07 Bad Neuenahr）
- 来自萨尔兰协会联赛：萨尔布吕肯09
- 来自西南协会联赛：下基兴08
- 来自巴登协会联赛：克林格塞卡
- 来自南巴登协会联赛：宾岑
- 来自符腾堡协会联赛：辛德尔芬根、乌尔姆/新乌尔姆
- 来自巴伐利亚联赛：拜仁慕尼黑

### 1990年－1997年：双轨制联赛
北部集团最初是由锡根占据统治地位，她们赢得了前四个赛季的分区头名，并三次夺得联赛冠军。来自柏林的新克尔恩在首秀赛季中输掉了全部18场比赛。在南区起主导作用的球队则是FSV法兰克福和下基兴08。而当主力前锋海迪·莫尔转会至阿尔巴赫后，下基兴的成绩有所回落。作为两德统一的一部分，来自新联邦州的两支球队——耶拿大学和维斯穆特奥厄于1991年被吸纳至德甲联赛。但增加为两个赛区、每区11支球队的规模仅维持了一个赛季：耶拿随即降级，而奥厄则因财政原因在赛季结束后退出。
在德甲初期，原本的女子足球先驱逐渐被新兴球队所取代。其中1985年的冠军KBC杜伊斯堡和夺冠次数最多的贝尔吉施格拉德巴赫双双于1994年降级，而鲁梅恩-卡尔登豪森和绿白布劳韦勒则始终稳居北区顶端。南区的统治者是FSV法兰克福，法兰克福姑娘甚至在1995年对阵鲁梅恩-卡尔登豪森的半决赛前，保持赛季全胜。

### 1997年至今：单轨制联赛
至1997-98赛季，德甲缩减为单赛区共12支球队的规模，因为各队的水平差异仍然太大。两个赛区的前四名球队自动入围。而第五至第八名球队则与来自次级联赛的8支球队共同组成四个附加赛小组、每组包含4支球队。四个小组的头名亦可入围单轨制的德甲联赛。其中福尔图娜萨克森骏马尽管凭借竞赛成绩入围，却因财政原因遭撤回。其名额由汉堡入替。
首个单轨制德甲的冠军由FSV法兰克福获得。此后俱乐部开始了沉沦的进程。最初她们跌落至中游位置，然后整个一线队于2005年夏天离开俱乐部。在接下来的赛季，她们仅取得1场平局，其余比赛全输。至2005-06赛季结束后，俱乐部最终解散了女子足球部。在这期间，锡根体育之友也取代了前冠军得主锡根的地位，后者最终于2001年跌落至西部地区联赛。
得益于FSV法兰克福的沉沦，普劳恩海姆（即后来的法兰克福女足）能够从同城死敌阵中挖来众多的实力派球员，例如国家队核心比吉特·普林茨。从1999年至2008年间，该俱乐部共包揽了七次联赛冠军。在FSV法兰克福降级后，法兰克福女足成为唯一从未从德甲降级的创始成员。
自1990年代末以来，前东德的冠军球队波茨坦涡轮开始参与德甲顶部位置的竞争，并在2000年代赢得了多次德甲冠军。这也使得她们成为迄今为止在国内及国际上最为成功的新联邦州球队。
除了法兰克福和波茨坦涡轮，鲁梅恩-卡尔登豪森（即如今的杜伊斯堡2001）亦能持续于榜首位置站稳脚跟。在2000年代，这三支球队一直占据着积分榜的前三名。唯海克赖内曾在2003-04赛季抢走第三把交椅。而拜仁慕尼黑在2008-09赛季勇夺第二并仅以1个净胜球之差憾失冠军，则创造了另一个惊喜。
在2013-14赛季，共录得平均每场比赛1,185位观众的数据，创造了德甲历史上最高的上座纪录。在2014年4月，保险公司安联作为主赞助商赢得了德国足协及德国足球联赛协会的联赛冠名权。因此，联赛自2014年7月起使用“安联女子联邦联赛”的称谓，为期五年。通过赞助协议，每支球队在每个赛季可获得10万欧元的定额收入。

## 球队
自1990年德甲联赛创立以来，共有50支球队参加过这项德国女子足球的最高级别赛事。法兰克福（1999年以前称为普劳恩海姆）是迄今唯一参加过德甲联赛全部赛季的球队，它在联赛25年的历史中从未缺席。其次是完成了23个赛季的沃尔夫斯堡（原称和睦沃尔夫斯堡）和21个赛季的波茨坦涡轮。
迄今为止，参加德甲联赛的球队既有来自大城市亦有来自小城镇或居民点。其中最小的德甲地点为鲁帕-戈尔德豪森，这是阿尔巴赫的所在地，仅有约1,200位居民。近些年来，女子德甲已逐渐向大城市转移。其中柏林、杜伊斯堡、法兰克福和慕尼黑都曾拥有两支德甲球队。
2019-20赛季参赛球队：
| 俱乐部                           | 联邦州 | 所在地     | 主场                  | 容量   |
| -------------------------------- | ------ | ---------- | --------------------- | ------ |
| 杜伊斯堡                         |        | 杜伊斯堡   | PCC体育场             | 3,000  |
| 埃森                             |        | 埃森       | 埃森体育场            | 20,650 |
| 法兰克福                         |        | 法兰克福   | 布伦塔诺泳场体育场    | 5,650  |
| 弗赖堡                           |        | 弗赖堡     | 莫斯勒体育场          | 5,400  |
| 霍芬海姆1899                     |        | 辛斯海姆   | 迪特马尔·霍普体育场   | 6,350  |
| 耶拿大学（升班马）               |        | 耶拿       | 恩斯特·阿贝体育场     | 12,360 |
| 科隆（升班马）                   |        | 科隆       | 弗朗茨·克雷默体育场   | 5,457  |
| 拜耳勒沃库森                     |        | 勒沃库森   | 库特科滕青训中心      | 1,140  |
| 拜仁慕尼黑                       |        | 慕尼黑     | 市立绿森林街体育场    | 12,500 |
| 波茨坦涡轮                       |        | 波茨坦     | 卡尔·李卜克内西体育场 | 10,499 |
| 桑德                             |        | 维尔斯泰特 | 奥赛体育场            | 2,000  |
| 沃尔夫斯堡（联赛、杯赛卫冕冠军） |        | 沃尔夫斯堡 | AOK体育场             | 5,200  |

德甲球队在德国全境的地理分布是不均匀的。在2019-20赛季，共有5支球队来自德国南部，占了德甲球队总数的约一半。另有4支球队来自位于德国西部的北莱茵-威斯特法伦州，2支球队来自德国东部，以及1支球队来自德国北部。若以联邦州计，包括石勒苏益格-荷尔斯泰因州、莱茵兰-普法尔茨州、汉堡州、柏林州、不来梅州、梅克伦堡-前波美拉尼亚州、萨尔州、萨克森州和萨克森-安哈尔特州在内的9个州份在本赛季无参赛球队。其中仅萨克森-安哈尔特州从未产生过德甲球队。

### 球队更名及分离
德甲历史上曾多次发生球队更名及分离事件。一些球队从母俱乐部中退出，并成为独立的俱乐部。球队此举大多数是为了获得更好的营销机会。赖内和沃尔夫斯堡已历经三次更名，而杜伊斯堡甚至使用过四个不同的名称。德国足协还为此专门出台了“牌照转移”政策：当一个俱乐部的女子足球部门加入另一个俱乐部或成立为独立俱乐部，则原参赛权及竞赛资格亦可转移至新俱乐部。然而，这项权利只能每五年行使一次。
以下为变更概览：
- 1994年：赖内 > 和睦赖内（合并）
- 1996年：锡根 > 锡根体育之友（改变俱乐部）
- 1997年：鲁梅恩-卡尔登豪森 > 杜伊斯堡55（更名）
- 1997年：萨尔布吕肯09 > 萨尔布吕肯（改变俱乐部）
- 1997年：和睦沃尔夫斯堡 > 沃尔夫斯堡-文德肖特（改变俱乐部）
- 1998年：和睦赖内 > 海克赖内（新独立俱乐部）
- 1999年：普劳恩海姆 > 法兰克福（新独立俱乐部）
- 1999年：SSV波茨坦涡轮 > 波茨坦涡轮（新独立俱乐部）
- 2000年：绿白布劳韦勒 > 布劳韦勒普尔海姆2000（新独立俱乐部）
- 2001年：杜伊斯堡55 > 杜伊斯堡2001（新独立俱乐部）
- 2003年：沃尔夫斯堡-文茨肖特 > 沃尔夫斯堡（改变俱乐部）
- 2009年：布劳韦勒普尔海姆2000 > 科隆（改变俱乐部）
- 2014年：杜伊斯堡2001 > 杜伊斯堡（改变俱乐部）

### 德甲冠军

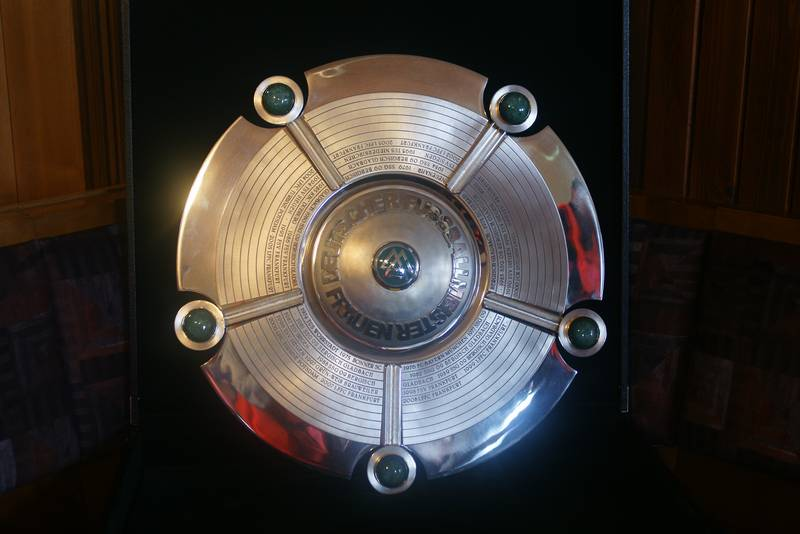
冠军银盘

自单轨制的德甲联赛于1997-98赛季实施以来，单个赛季结束时位居积分榜首位的球队即为德国足球冠军，并获颁冠军银盘。在2009年以前，冠军奖品是一座奖杯。此外，夺得3次以上德甲冠军的球队可以在队徽上方印制1颗冠军星章，夺冠5次以上为2颗、10次以上为3颗。
在过往27个赛季的德甲联赛中共有9支不同的球队夺得过冠军。法兰克福作为最成功的球队曾7次夺得德甲冠军，并在历史积分榜中领先于其它对手。紧随其后的则是曾有6次夺冠纪录的波茨坦涡轮。锡根不仅在1991年夺得了首届德甲冠军，它也是首个能够成功卫冕的球队。能够实现“三连冠”的球队则有法兰克福（2001－2003），以及甚至连续四次夺冠的波茨坦涡轮（2009－2012）。
自德甲成立以来，共有四支球队能以不败的成绩夺得冠军。首支球队是1992年的锡根，然后是1995年的FSV法兰克福。至2001-02赛季和2006-07赛季，法兰克福均能保持不败；而2014-15赛季的拜仁慕尼黑亦是如此。
| 排名         | 球队         | 夺冠次数 | 冠军星章 | 上次夺冠 |
| ------------ | ------------ | -------- | -------- | -------- |
| 1            | 法兰克福     | 7        | 2        | 2008年   |
| 2            | 波茨坦涡轮   | 6        | 2        | 2012年   |
| 3            | 沃尔夫斯堡   | 5        | 2        | 2019年   |
| 4            | 锡根         | 4        | 1        | 1996年   |
| 5            | FSV法兰克福  | 2        | –        | 1998年   |
| =            | 拜仁慕尼黑   | 2        | –        | 2016年   |
| 7            | 绿白布劳韦勒 | 1        | –        | 1997年   |
| =            | 杜伊斯堡2001 | 1        | –        | 2000年   |
| =            | 下基兴       | 1        | –        | 1993年   |
| 截至：2019年 |              |          |          |          |

### 升、降级球队
德甲联赛的降级球队由每赛季排名垫底的球队组成，作为替换，在次级联赛中表现最好的球队得以升入德甲。
在德甲联赛刚成立的前七个赛季共有20支球队参赛，因此每个赛季中设有4个降级名额。唯一的例外是在1991-92赛季，当时联赛共有22支参赛球队，降级名额亦相应增加至6个。首次参赛便降级的球队包括有巴特诺因阿尔07、宾岑、新克尔恩和威廉港。尽管巴特诺因阿尔此后能够重返德甲并停留了较长的周期，但其它3队此后则再也未能回到德甲。
德甲有史以来表现最好的升班马是绿白布劳韦勒（即今科隆）。她们于1991-92赛季一路晋级总决赛，才在那里被锡根终止前进的步伐。而在2002-03赛季，则出现了两支升班马又立即双双降级的情况。
共有7支球队以3次升级的成绩创造了升班马纪录。其中巴特诺因阿尔07率先在1993年、1995年和1997年达成。随后克赖尔斯海姆是在1995年、2004年和2006年跃升至顶级联赛。第三支球队则是1997年、2001年和2003年的汉堡。最后达成第三次升级的还有萨尔布吕肯（2003年、2007年和2009年）、柏林普鲁士网球（1991年、2002年和2009年）、弗赖堡（1998年、2001年和2011年）以及黑尔福德（2008年、2010年和2014年）。除了巴特诺因阿尔，仅施马尔费尔德和沃尔夫斯堡两次能够在降级又于次年立即升级。
降级纪录保持者是萨尔布吕肯（2002年、2004年、2008年和2011年）及巴特诺因阿尔07（1991年、1994年、1996年和2013年），她们曾四次降入第二级联赛。其次是施马尔费尔德（1992年、1995年和1997年）、汉堡（1998年、2002年和2012年）、辛德尔芬根（1997年、2006年和2014年）以及黑尔福德（2009年、2011年和2015年），她们各有三次降级记录。其中施马尔费尔德如今已跌入协会联赛，而巴特诺因阿尔在俱乐部于2013年破产前曾稳居德甲。
桑德是德甲参赛间隔最长的球队，这支南巴登球队自1997年首降级后，时隔18年才于2014年重返德甲。
| 排名 | 球队           | 升级次数 | 年份                   |
| ---- | -------------- | -------- | ---------------------- |
| 1    | 巴特诺因阿尔07 | 3        | 1993年、1995年、1997年 |
| =    | 柏林普鲁士网球 | 3        | 1991年、2002年、2009年 |
| =    | 克赖尔斯海姆   | 3        | 1995年、2004年、2006年 |
| =    | 弗赖堡         | 3        | 1998年、2001年、2011年 |
| =    | 汉堡           | 3        | 1997年、2001年、2003年 |
| =    | 黑尔福德       | 3        | 2008年、2010年、2014年 |
| =    | 萨尔布吕肯     | 3        | 2003年、2007年、2009年 |
| =    | 耶拿大学       | 3        | 1991年、2008年、2019年 |
| =    | 科隆           | 3        | 2015年、2017年、2019年 |

| 排名 | 球队           | 降级次数 | 年份                           |
| ---- | -------------- | -------- | ------------------------------ |
| 1    | 萨尔布吕肯     | 4        | 2002年、2004年、2008年、2011年 |
| =    | 巴特诺因阿尔07 | 4        | 1991年、1994年、1996年、2013年 |
| 3    | 施马尔费尔德   | 3        | 1992年、1995年、1997年         |
| =    | 汉堡           | 3        | 1998年、2002年、2012年         |
| =    | 辛德尔芬根     | 3        | 1997年、2006年、2014年         |
| =    | 黑尔福德       | 3        | 2009年、2011年、2015年         |

## 德甲环境

### 体育场及观众

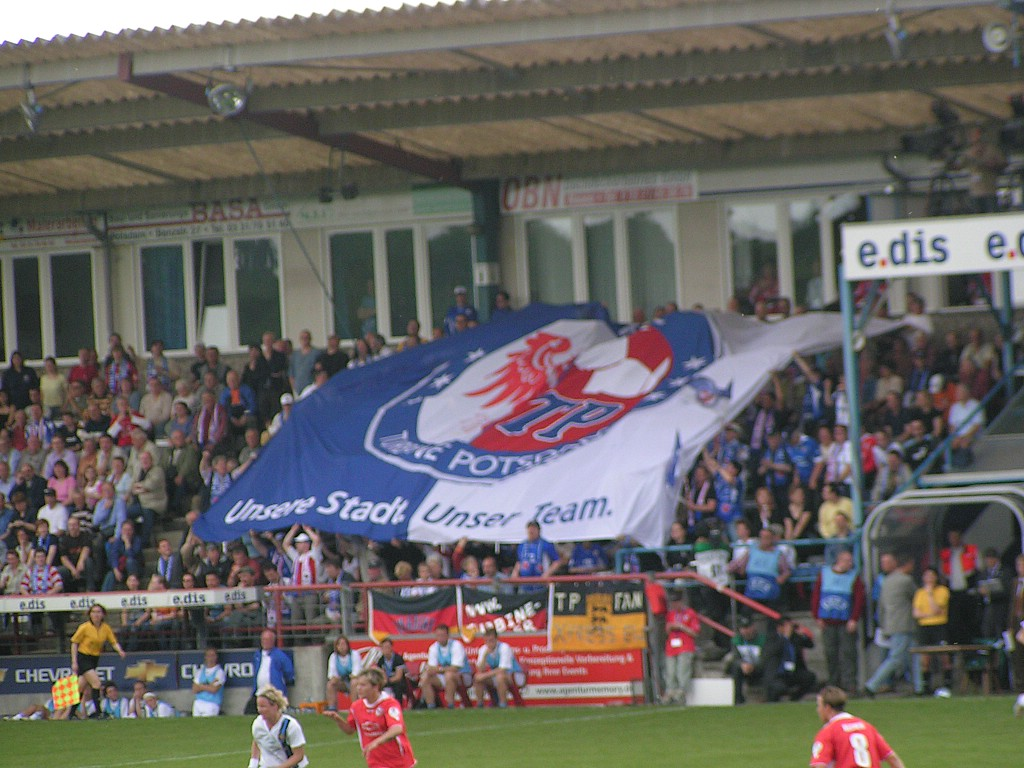
波茨坦涡轮主场：卡尔·李卜克内西体育场

相较于男子德甲，女子德甲的体育场明显较小并且舒适度欠奉。只有五座体育场的容量拥有超过10,000个席位。当前最大的比赛场地是位于埃森的埃森体育场，那里负责承办埃森女足的主场赛事，可容纳20,650位观众。其次是慕尼黑的市立绿森林街体育场，设有12,500个席位。
在德甲成立初期，联赛的平均上座人数约为200人。但自从德国队夺得2003年世界杯冠军后，这一数字已显著增加。四位数的上座人数并不仅发生在巅峰比赛，并且一些球队的平均上座人数可能会翻一倍甚至两倍。在2011-12赛季，德甲共录得1,121人的平均值，创造了新的上座纪录。大多数观众都来自于顶尖球队诸如波茨坦涡轮、法兰克福、杜伊斯堡、沃尔夫斯堡以及埃森的主场。
截至2016-17赛季，已有9场比赛的入场观众超过5,000人：
| 主队       | 客队           | 人数   | 日期           | 来源   |
| ---------- | -------------- | ------ | -------------- | ------ |
| 沃尔夫斯堡 | 法兰克福       | 12,464 | 2014年6月8日   | [ 31 ] |
| 沃尔夫斯堡 | 法兰克福       | 8,689  | 2012年5月20日  | [ 32 ] |
| 沃尔夫斯堡 | 拜仁慕尼黑     | 8,249  | 2013年9月7日   | [ 33 ] |
| 波茨坦涡轮 | 法兰克福       | 7,900  | 2003年6月15日  | [ 34 ] |
| 法兰克福   | 波茨坦涡轮     | 7,250  | 2014年6月1日   | [ 35 ] |
| 波茨坦涡轮 | 埃森           | 7,000  | 2011年3月13日  | [ 36 ] |
| 波茨坦涡轮 | 莱比锡火车头   | 6,460  | 2012年5月28日  | [ 37 ] |
| 沃尔夫斯堡 | 巴特诺因阿尔07 | 5,859  | 2013年5月12日  | [ 38 ] |
| 法兰克福   | 波茨坦涡轮     | 5,200  | 2011年11月13日 | [ 39 ] |

以下为各赛季录得的平均上座人数：
| 赛季    | 平均人数 |
| ------- | -------- |
| 2002-03 | 373      |
| 2003-04 | 531      |
| 2004-05 | 503      |
| 2005-06 | 582      |
| 2006-07 | 733      |
| 2007-08 | 887      |
| 2008-09 | 811      |
| 2009-10 | 766      |
| 2010-11 | 836      |
| 2011-12 | 1,121    |
| 2012-13 | 890      |
| 2013-14 | 1,185    |
| 2014-15 | 1,019    |
| 2015-16 | 1,007    |

### 财政
德甲联赛是一个水平尤为集中的三分团体。顶尖球队统治联赛并常伴以较高的胜率。其原因在于顶尖球队的专业化管理和由此产生的收入。相对的，球队持有50万欧元或更高的丰厚预算，使其能够签入多名顶尖球员。然而，德甲大部分球队每个赛季的收入都不足50万欧元，它们部分来自于电视转播分成，而德国足协提供的补助（用于资助全职主教练或经理）更是许多球队融资的唯一手段。
法兰克福在2007-08赛季的预算首次达到100万欧元。在此之前，德甲球队从未有过如此丰厚的预算。在2011-12赛季，法兰克福的球队预算达到170万欧元。至2015-16赛季，柏林球队吕巴斯（德乙预算20万欧元）尽管凭借竞技成绩夺得德乙冠军，却仍因财政原因放弃升级。因此时参加德甲联赛的预算已需要50万至70万欧元，而沃尔夫斯堡在同期的预算更是达到了350万欧元。

### 媒体报道及电视转播
尽管近些年来，德国女子国家队的国际比赛已开始通过电视进行直播，但女子德甲仍然鲜有出现在电视画面上。黑森廣播公司和柏林-勃蘭登堡廣播公司会在其地区体育频道播出法兰克福或波茨坦涡轮的部分比赛。自2006-07赛季起，德国电视一台也会在“体育纵览”栏目播出部分顶尖对决的比赛摘录。每支德甲球队在每个赛季的电视转播分成约为6.9万欧元。公共广播频道ARD和ZDF拥有德甲的比赛转播权，这是连同男子德丙联赛和女子国家队比赛的转播权打包以180万欧元购得。除了提供电视转播服务，德国足协还会将每个比赛日的每场比赛以网络直播的方式显示在其门户网站。从2013-14赛季至2015-16赛季，Eurosport会在每个比赛日转播一场比赛。自2016-17赛季起，则由德国体育一台接手这项服务。
在平面媒体领域，双月刊《女子足球杂志》（FFussball-Magazin）已在市场站稳脚跟，它主要涵盖了国家及国际女子足球报道。此外，《踢球者》杂志每周也会利用半版页面通报赛果、射手榜、积分榜及其它关于女子德甲的资讯。月刊《11朋友》于2009年至2012年间每隔三个月会出版名为“11女性朋友”的内页。一些区域性的日报则会在其体育版面报道当地德甲球队的比赛和赛果。
在万维网领域，也有若干、但大多数为志愿者运行的网站和博客，用于专门处理女子足球报道。

### 外籍球员
女子德甲中外籍球员的比例相较于男子德甲是相当低的。在2011-12赛季，共有来自21个国家（地区）的65位球员（德国籍球员除外）在德甲注册，一些德甲球队甚至在很长一段时间内都没有签入外籍球员。由于德甲被视为世界最强的女足联赛之一，它对于外籍球员仍然具有极强的吸引力。时至今日，部分德甲球队阵中的外援比例已达三分之一左右。
首位参加德甲联赛的外籍球员是法兰克福的丹麦人露易丝·汉森，她从1994年至2008年间活跃于德甲赛场。在2012年，来自赤道几内亚的热诺维瓦·阿侬马则成为首个加冕联赛最佳射手的外籍球员。自2006-07赛季起，德甲球队不允许在阵容中拥有超过三位非欧盟球员。